# Шаповалов, Андрей Валерьевич
Андрей Валерьевич Шаповалов (р. 1 апреля 1969 года) — российский историк, музейный деятель.

## Биография
Возглавлял Новосибирский государственный краеведческий музей с 2009 по 2022 год, на этом посту известен прежде всего реконструкцией НГКМ, созданием Музейно-туристического комплекса «Завод-Сузун. Монетный двор», организацией фестиваля музейного гостеприимства «Музей для людей».
По профессии историк, закончил гуманитарный факультет НГУ. Преподавал в НГПУ историю первобытного общества и этнологию, прикладную культурологию.. Работал на кафедре истории, теории культуры НГПУ, в некоммерческих организациях культуры. Разработчик и руководитель ряда крупных международных и межрегиональных проектов в области культуры и социальной политики, создатель Новосибирской школы музейного проектирования. Куратор более 100 выставок и проектировщиком 10 новых музеев,
Кандидат исторических наук. Автор более 80 научных и научно-популярных работ, восьми книг по истории Сибири, антропологии, музееведению, детективно-исторического романа «Предсказание на меди».
Специализация и область интересов: археология, этнография, культурная антропология, региональная культурная политика, культурное наследие, экономика и менеджмент учреждений культуры, социокультурное проектирование, музейное дело.
Входит в президиум Союза музеев России (2017).
Заслуженный деятель культуры Новосибирской области. Лауреат премии Губернатора Новосибирской области в сфере культуры и искусства, лауреат Всероссийского конкурса региональной и краеведческой литературы «Малая Родина» Федерального Агентства по печати и массовым коммуникациям. Региональная премия «Человек года»-2019, 2022 (учредитель — издание «Деловой квартал») в сфере культуры.

## Основные работы
- Шаповалов А. В. По следу мамонта. Новосибирск, Инфолио-пресс. 1999.
- Кравцов В. М., Соболев В. И., Шаповалов А. В. Тайны прошлого. Новосибирск, Инфолио-пресс.,1999.
- Шаповалов А. В. Очерки истории и культуры потребления табака в Сибири. XVII-первая половина XX вв. Новосибирск, Прогресс-Сервис, 2002
- Шаманизм как религиозная система. Новосибирск: Изд. НГПУ., 2005
- Воротникова Е. Ю., Шаповалов А. В. Сузунский медеплавильный завод и монетный двор на рубеже XVIII—XIX вв. Новосибирск, Сибирское музейное агентство, 2015.
- Шаповалов А. В. Крепости Южной Сибири в эпоху Петра I. Новосибирск, Сибирское музейное агентство, 2022.
- Шаповалов А. В. Предсказание на меди. Москва, ЭКСМО, 2022.
- Шаповалов А. В. Табак в Сибири. XVII — начало XX в. Новосибирск, Сибирское музейное агентство, 2023.
- Шаповалов А. В. Говорящие с духами. Мир сибирского шаманизма. Альпина нон-фикшн, 2024.